# Швандорф
Швандорф (нем. Schwandorf) — город (районный центр и городская община), расположен в земле Свободное государство Бавария, в ФРГ (Германия).
Город подчинён административному округу Верхний Пфальц. Входит в состав района Швандорф. Население составляет 27 736 человек (на 31 декабря 2010 года). Занимает площадь 123,76 км². Официальный код — 09 3 76 161.

## История
В 1570 году в Швандорфе, Баварское герцогство Германо-римской империи, были изданы И. Пюлером, другом Х. Я. Голландера, сборники его произведений.
Во время очередной войны, в Западной Европе, между французами и немцами, а именно австро-французской, 1809 года, город был оккупирован французскими войсками.
На 1929 год Швандорф был большим посёлком с электрифицированными кухнями.

## Население
По оценке на 31 декабря 2015 года население общины Швандорф составляет 28 481 чел. 

| Дата      | 1840 | 1871 | 1900  | 1925  | 1939  | 1950  | 1961  | 1970  | 1987  | 2011  |
| --------- | ---- | ---- | ----- | ----- | ----- | ----- | ----- | ----- | ----- | ----- |
| Население | 5122 | 7234 | 10516 | 13977 | 16958 | 23254 | 26720 | 28304 | 26109 | 27556 |

| Год       | 1960  | 1970  | 1980  | 1990  | 2000  | 2009  | 2010  | 2011  | 2012  | 2013  | 2014  | 2015  |
| --------- | ----- | ----- | ----- | ----- | ----- | ----- | ----- | ----- | ----- | ----- | ----- | ----- |
| Население | 26567 | 28255 | 27166 | 26393 | 27820 | 27804 | 27736 | 27736 | 27802 | 27817 | 28021 | 28481 |

## Уроженцы
Знаменитые уроженцы города:
- К. М. Кунц[10];
- Й. Циннбауэр;
- Г. Эшерих;
- и другие.

## Города-побратимы
Швандорф имеет отношения со следующими городами-побратимами:
- Либурн, Франция
- Соколов, Чехия

## Фотогалерея

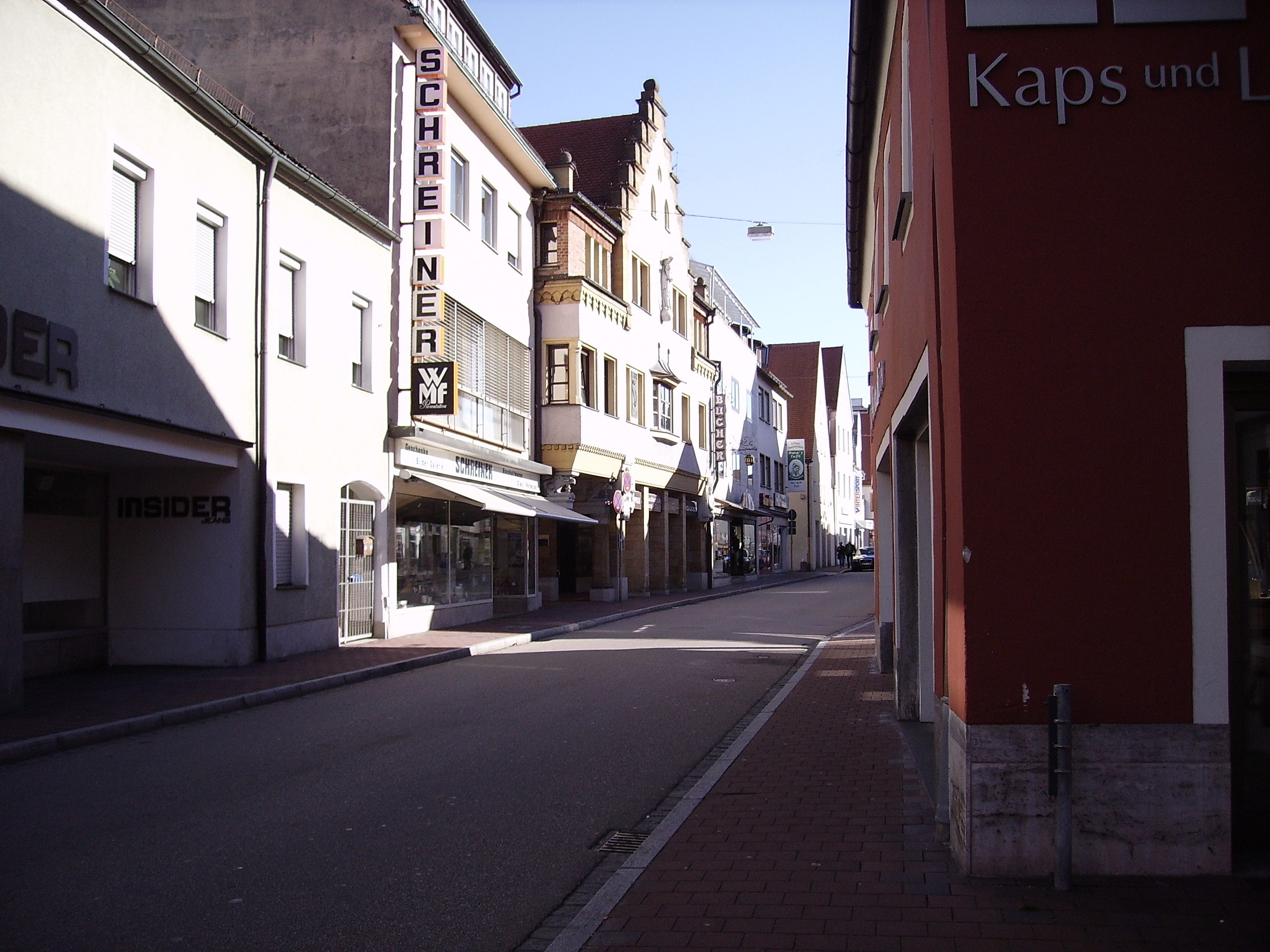
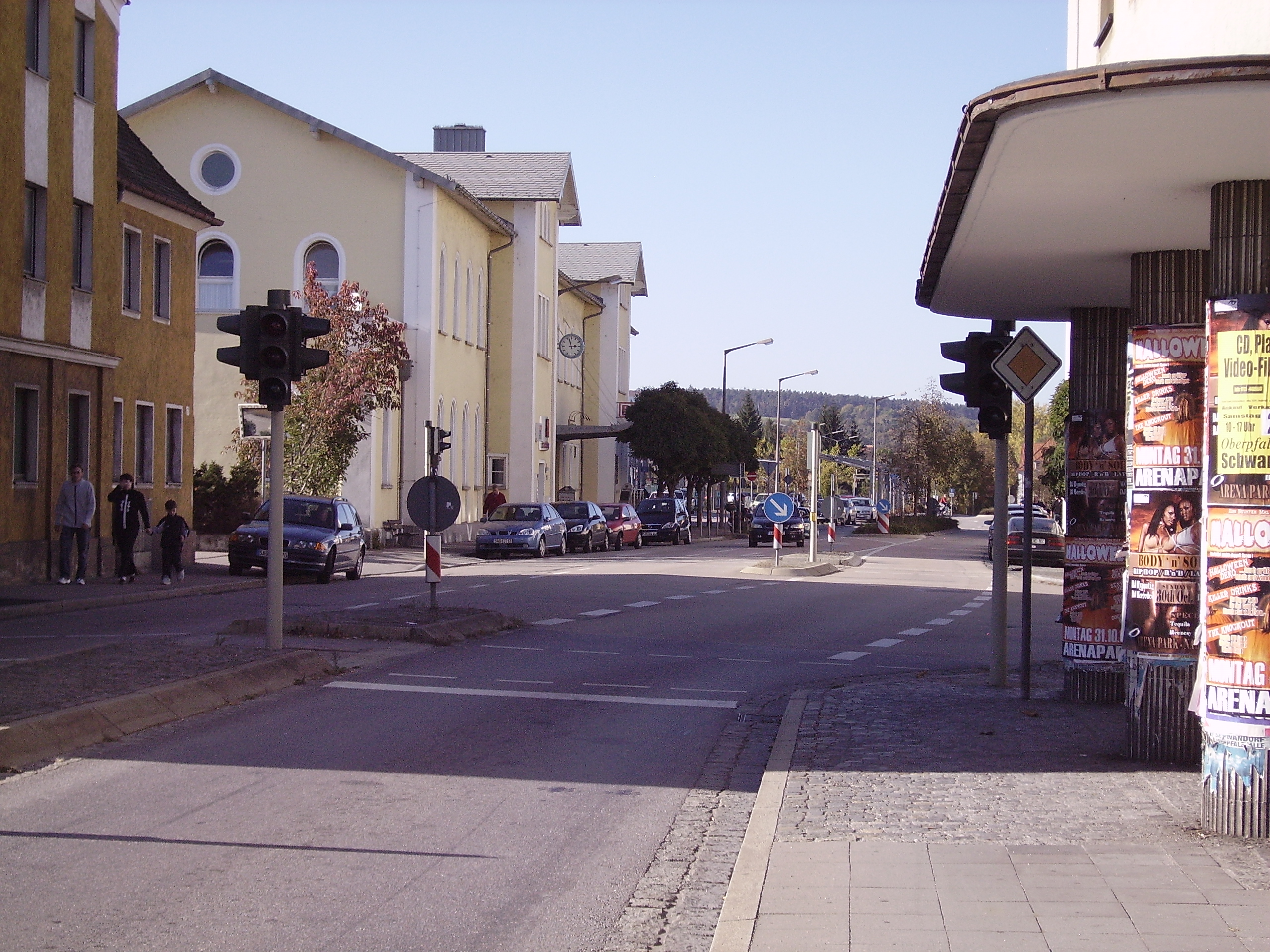
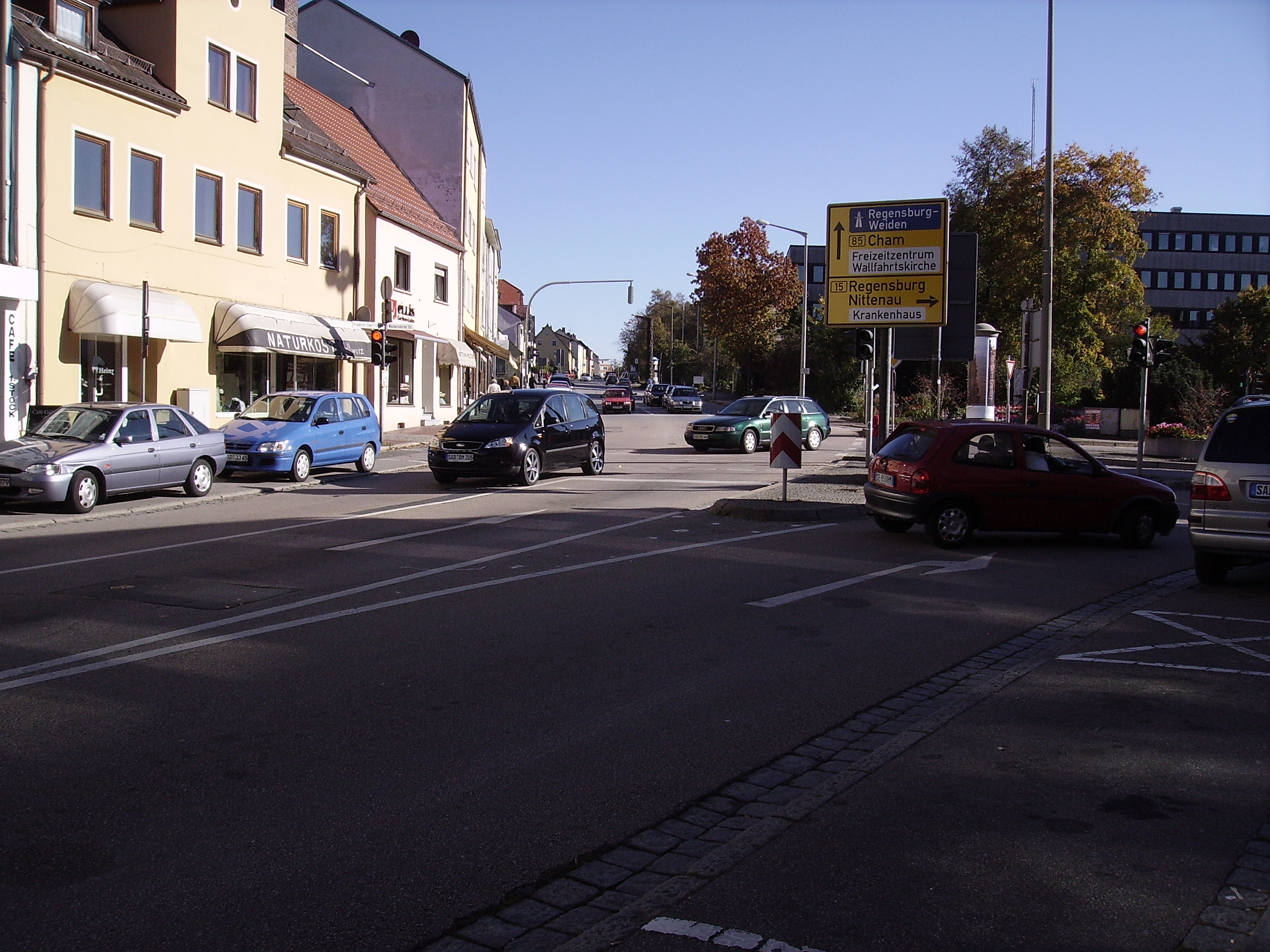
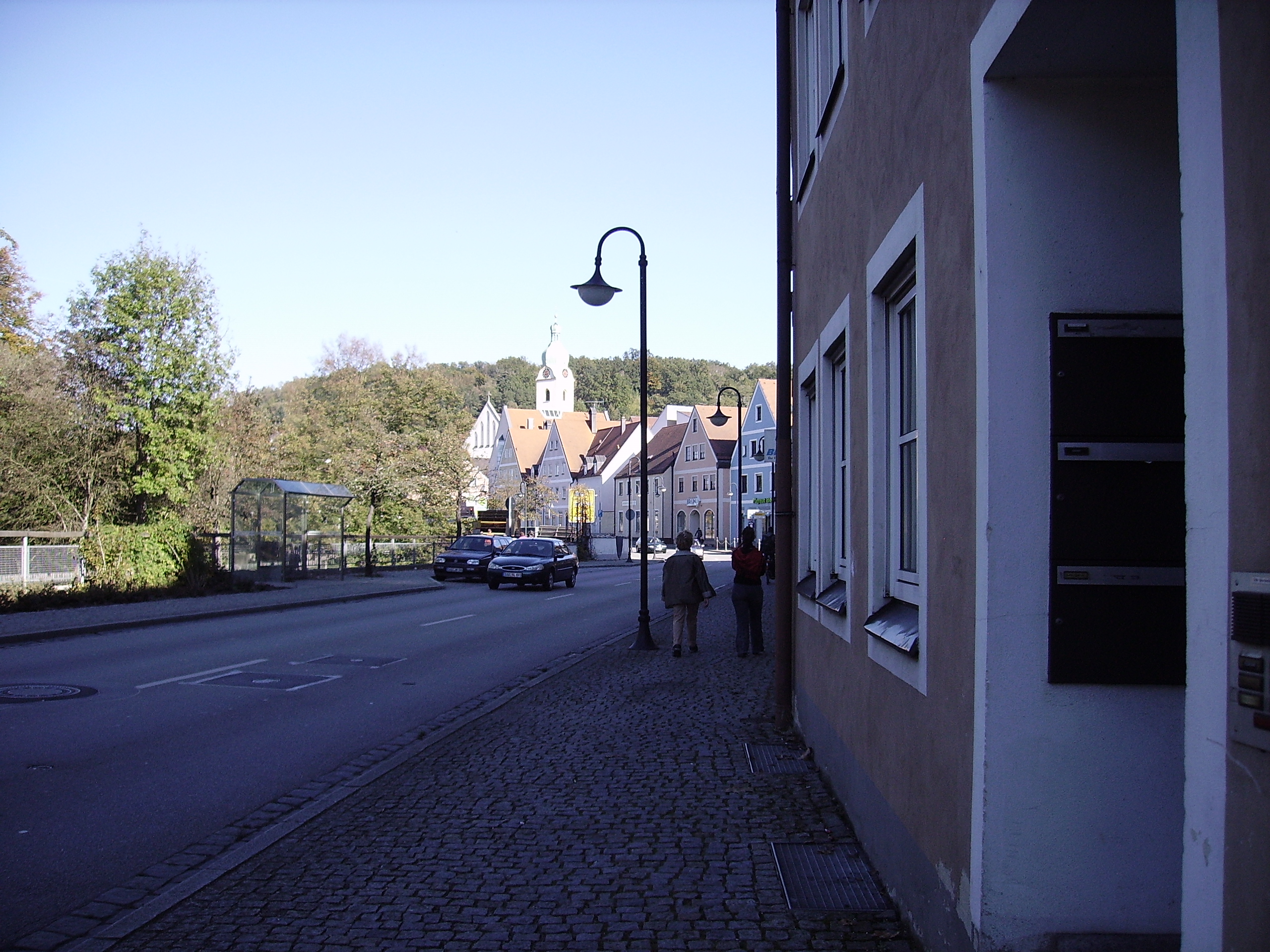
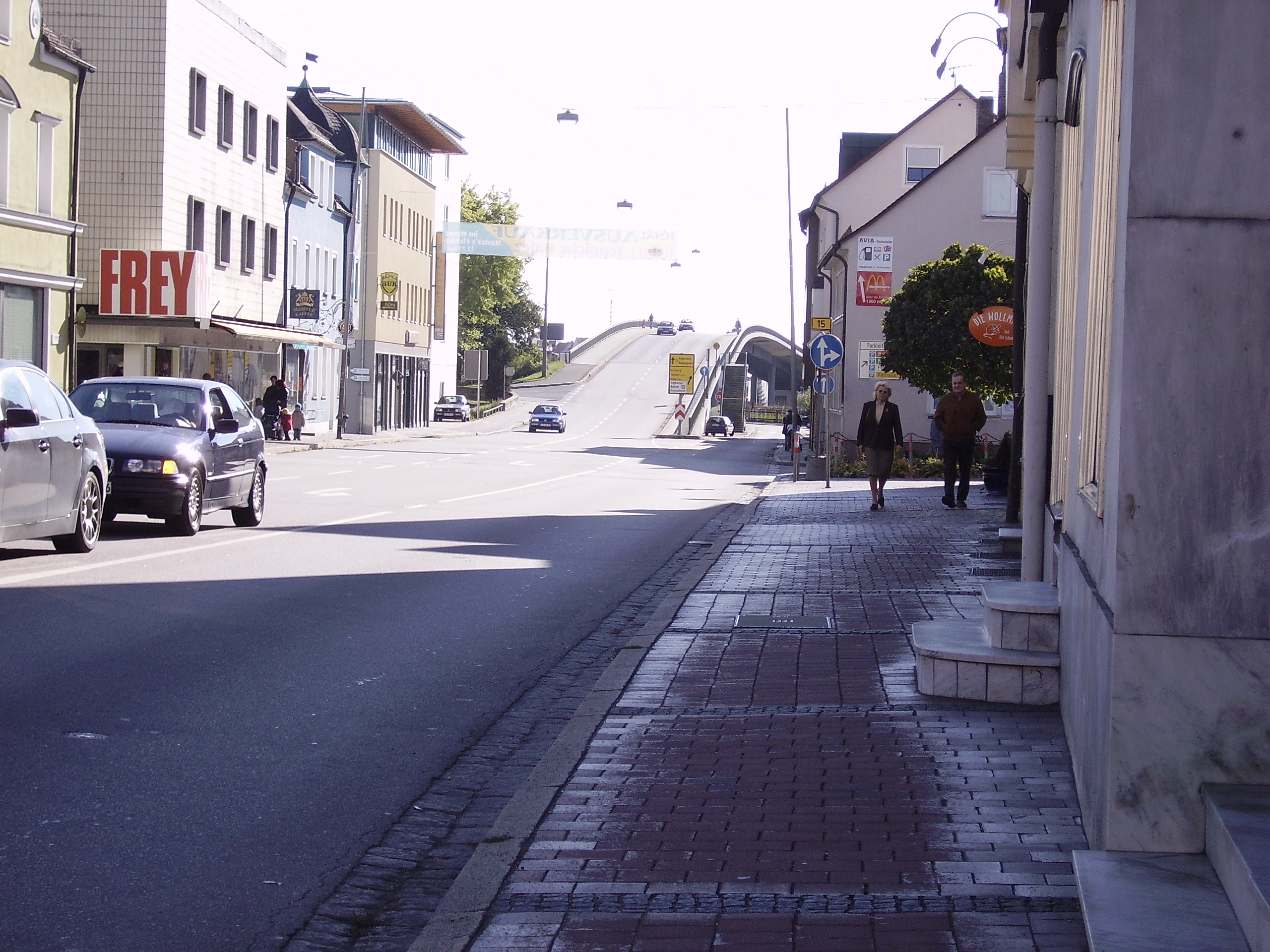
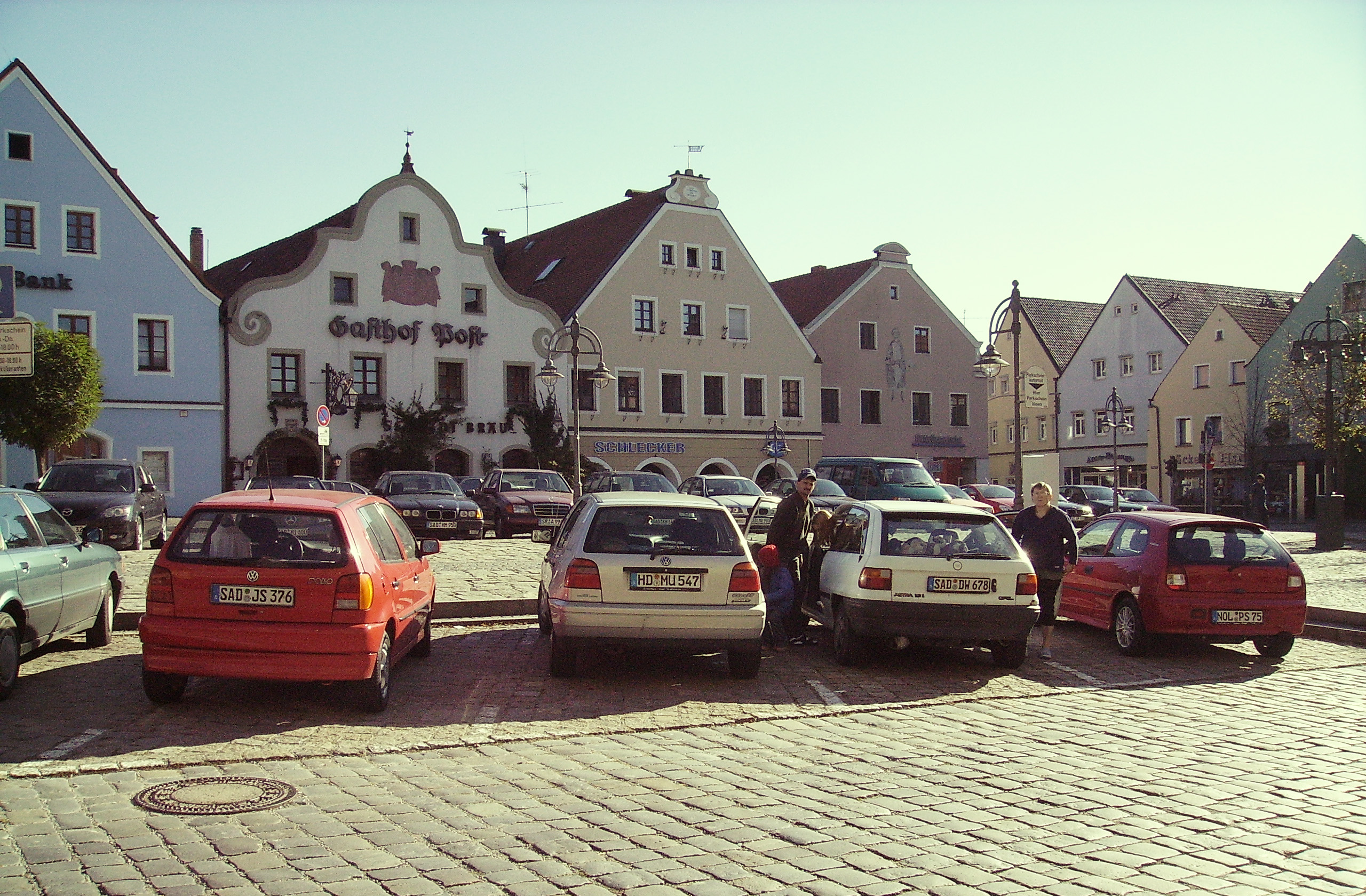